# Andinia pogonion
Andinia pogonion är en orkidéart som först beskrevs av Carlyle August Luer, och fick sitt nu gällande namn av Alec M. Pridgeon och Mark W. Chase. Andinia pogonion ingår i släktet Andinia och familjen orkidéer. Inga underarter finns listade i Catalogue of Life.